# Перехрестівська сільська рада (Виноградівський район)
| Перехрестівська сільська рада — колишній орган місцевого самоврядування у Виноградівському районі Закарпатської області з адміністративним центром у с. Перехрестя. Сільській раді підпорядковані населені пункти: - с. Перехрестя - с. Карачин |

## Склад ради
Рада складається з 16 депутатів та голови.

## Керівний склад сільської ради
| ПІБ                       | Основні відомості                                                 | Дата обрання | Дата звільнення |
| ------------------------- | ----------------------------------------------------------------- | ------------ | --------------- |
| Роман Михайло Миколайович | Сільський голова, 1972 року народження, освіта, безпартійний      | 26.03.2006   | 31.10.2010      |
| Роман Михайло Миколайович | Сільський голова, 1972 року народження, освіта вища, безпартійний | 31.10.2010   |                 |

Примітка: таблиця складена за даними джерела

## Населення
Згідно з переписом УРСР 1989 року чисельність наявного населення сільської ради становила 2572 особи, з яких 1248 чоловіків та 1324 жінки.
За переписом населення України 2001 року в сільській раді мешкало 2716 осіб.

### Мова
Розподіл населення за рідною мовою за даними перепису 2001 року:
| Мова       | Відсоток |
| ---------- | -------- |
| українська | 60,95 %  |
| угорська   | 38,06 %  |
| російська  | 0,80 %   |
| білоруська | 0,11 %   |
| молдовська | 0,07 %   |